# 大阪府立信太高等学校
大阪府立信太高等学校（おおさかふりつ しのだ こうとうがっこう）は大阪府和泉市に所在する公立高等学校。

## 概要
1983年に開校した。和泉市・泉大津市・高石市の境界付近に立地しており、校章は3市の市章を参考にして図案化されたものになっている。
校名は、地元の信太村（現和泉市）の「信太の森」に住むキツネ「葛の葉」伝説に由来し、学校の狐キャラクター「しのちゃん」も作られている。
教育課程は全日制課程で、普通科を設置。基礎学力の定着に力を入れ、生徒は1年次-2年次に芸術科内の科目選択（音楽・美術・書道）以外全て共通履修科目とし、2年にスポーツ科学専門コース、3年はそれに加え教養・人文・理工・看護・情報の5コースに計6コースにわかれて学習する。
2014年4月、知的障害生徒の「共生推進教室」設置校となった。

## 沿革

### 年表
- 1983年 - 開校
- 1991年 - コンピュータ48台導入、LANシステム設置
- 1992年 - 情報コースを設置
- 1994年 - 教養型・文型・理型・情報コースと多様な選択類型の教育課程に改編
- 1994年 - 校舎にエレベーターを設置
- 2003年 - 教養・人文・理工・看護・情報の5類型に変更
- 2001年 - スポーツ科学専門コース類型を追加
- 2014年 - 知的障害生徒の「共生推進教室」を設置

## 交通
- 南海本線 北助松駅より東へ約1.3km（徒歩で約17分）
- JR阪和線 北信太駅より西へ約1.2km（徒歩で約15分）

## 出身者
- 立花孝志 - NHK党党首、元参議院議員、元NHK職員
- 片岡愛之助 (6代目) - 歌舞伎俳優
- 水落暢明 - 元プロ野球選手（阪神タイガース）
- 丸山優真 - 十種競技選手[4]